# Église Saint-Wilfrid de Kingscroft
L'église Saint-Wilfrid de Kingscroft est un modeste lieu de culte catholique construit vers 1910 situé dans le hameau de Kingscroft au Québec (Canada). Elle a été citée comme immeuble patrimonial par la municipalité de Barnston-Ouest en 2002.

## Histoire
L'église Saint-Wilfrid est le troisième lieu de culte construit à Kingscroft. La mission de Kingscroft, qui était à l'origine située à la limite des  paroisses Saint-Thomas-d'Aquin de Compton et de Saint-Edmond de Coaticook. Elle a été fondée par le curé de Saint-Edmond de Coaticook entre 1877 et 1883 , Wolfred Lussier qui y célèbre la messe à partir de la fin des années 1870. À sa mort en 1883 on fait construire une chapelle que l'on place, en souvenir de son bienfaiteur, sous le patronage de saint Wilfrid. À partir de 1884, la mission est desservie par le curé de Saint-Thomas-d'Aquin. 
La paroisse de Saint-Wilfrid de Barnston, qui est plus tard devenue Saint-Wilfrid de Kingscroft a été érigée canoniquement en 1903. Une église et un presbytère sont construits en remplacement de la chapelle. L'église est reconstruite vers 1910 à la suite d'un incendie. Le décor intérieur de l'église est réalisé en 1929 par le peintre H. A. Marcoux.
À partir des années 1970, vu la diminution du nombre de paroissiens, l'archidiocèse de Sherbrooke opte pour la fermeture de l'église. À la suite de la mobilisation des paroissiens, l'église est maintenue ouverte. Elle devient en 1976 une desserte de Saint-Luc de Barnston. Le presbytère est vendu et converti en résidence privée la même année.
Le 3 juin 2002, la municipalité de Barnston-Ouest cite l'église comme immeuble patrimonial.